# Ingo Hoffman
Ingo Hoffman, född 28 februari 1953 i São Paulo, är en brasiliansk racerförare.

## Racingkarriär
Hoffman tävlade i det brittiska F3-mästerskapet 1975. De följande två säsongerna körde han ett par lopp i formel 1 för Fittipaldi. Hans bästa resultat blev en sjundeplats i Brasilien 1977.  Hoffman tävlade därefter i stockcar och han vann det brasilianska mästerskapet åtta gånger.

## F1-karriär
| Säsong | Stall/Tillverkare | Poäng | Placering |
| ------ | ----------------- | ----- | --------- |
| 1976   | Fittipaldi-Ford   | 0     | –         |
| 1977   | Fittipaldi-Ford   | 0     | –         |